# Georgette de Montenay
Georgette de Montenay (Tolosa, 1540 – Saint-Germier, 1581) è stata una scrittrice francese.

## Biografia
Georgette de Montenay nacque a Tolosa nel 1540 ma, rimasta orfana in tenera età, fu accolta nella corte della cugina Giovanna III di Navarra, di cui divenne dama di compagnia. L'ambiente della corte l'avvicinò sia alla cultura classica che al protestantesimo. Nel 1562 sposò il cattolico Guyon de Gout.
È nota soprattutto come autrice del libro di emblemi Emblemes ou Devises Chrestiennes, una delle prime opere a sfruttare l'emblematica come strumento di propaganda protestante. Illustrata con incisioni di Pierre Woeiriot, l'opera ebbe un grande successo e fu rapidamente tradotta in diverse lingue, tra cui il latino, l'olandese (da Anna Visscher) e il tedesco, godendo di ampia circolazioni nei paesi protestanti. L'opera sarebbe stata pubblicata per la prima volta nel 1567, anche se fu probabilmente scritta quasi un decennio prima.